# Sarah Siddons
Pour les articles homonymes, voir Siddons.
Sarah Siddons (5 juillet 1755 – 8 juin 1831) est une comédienne britannique du XVIIIe siècle, connue pour son rôle dans les tragédies. Sarah Kemble, de son nom véritable, elle est la fille aînée de Roger Kemble (1721-1802), acteur et gérant d'une compagnie théâtrale itinérante, compagnie dans laquelle travaillent presque tous les membres de la famille.
Elle a onze frères et sœurs, dont les comédiens John Philip Kemble (1757-1823), Stephen Kemble (1758-1822), Charles Kemble (1775-1854), et la comédienne Elizabeth Whitlock (1761-1836). Une autre de ses sœurs, Ann Hatton (1764-1838) est une célèbre femme de lettres.
Sarah Siddons est bien connue pour son interprétation du personnage de Shakespeare, Lady Macbeth, dans la pièce Macbeth.

## Carrière
En 1774, Sarah Siddons,, remporte son premier succès dans le rôle de Belvidera dans le Venice Preserved (en) de Thomas Otway. Ceci attire sur elle l'attention de David Garrick qui lui envoie son représentant pour qu'elle incarne Calista dans The Fair Penitent de Nicholas Rowe, ce qui se conclut par son engagement pour jouer sur la scène de Drury Lane. Du fait, entre autres choses, de son inexpérience, ses premières apparitions dans le rôle de Portia dans Le Marchand de Venise, de Shakespeare, et dans d'autres rôles ne sont pas bien accueillies, si bien qu'elle reçoit du directeur de Drury Lane un mot l'informant que ses services n'étaient plus désirés. Selon ses propres mots, elle est : 

« bannie de Drury Lane comme une candidate indigne d'aspirer à la gloire et à la fortune. 
(banished from Drury Lane as a worthless candidate for fame and fortune.) »

En 1777, elle part en tournée en province. Pendant les six ans qui suivent, elle joue dans des compagnies théâtrales provinciales (en particulier à York et à Bath), et s'y construit peu à peu une réputation. Lorsqu'elle joue de nouveau sur la scène de Drury Lane, le 10 octobre 1782, elle reçoit un accueil radicalement différent du celui de sa première apparition ; elle y fait immédiatement sensation dans le rôle-titre de l'adaptation par David Garrick d'une pièce de Thomas Southerne, Isabella, or, The Fatal Marriage.

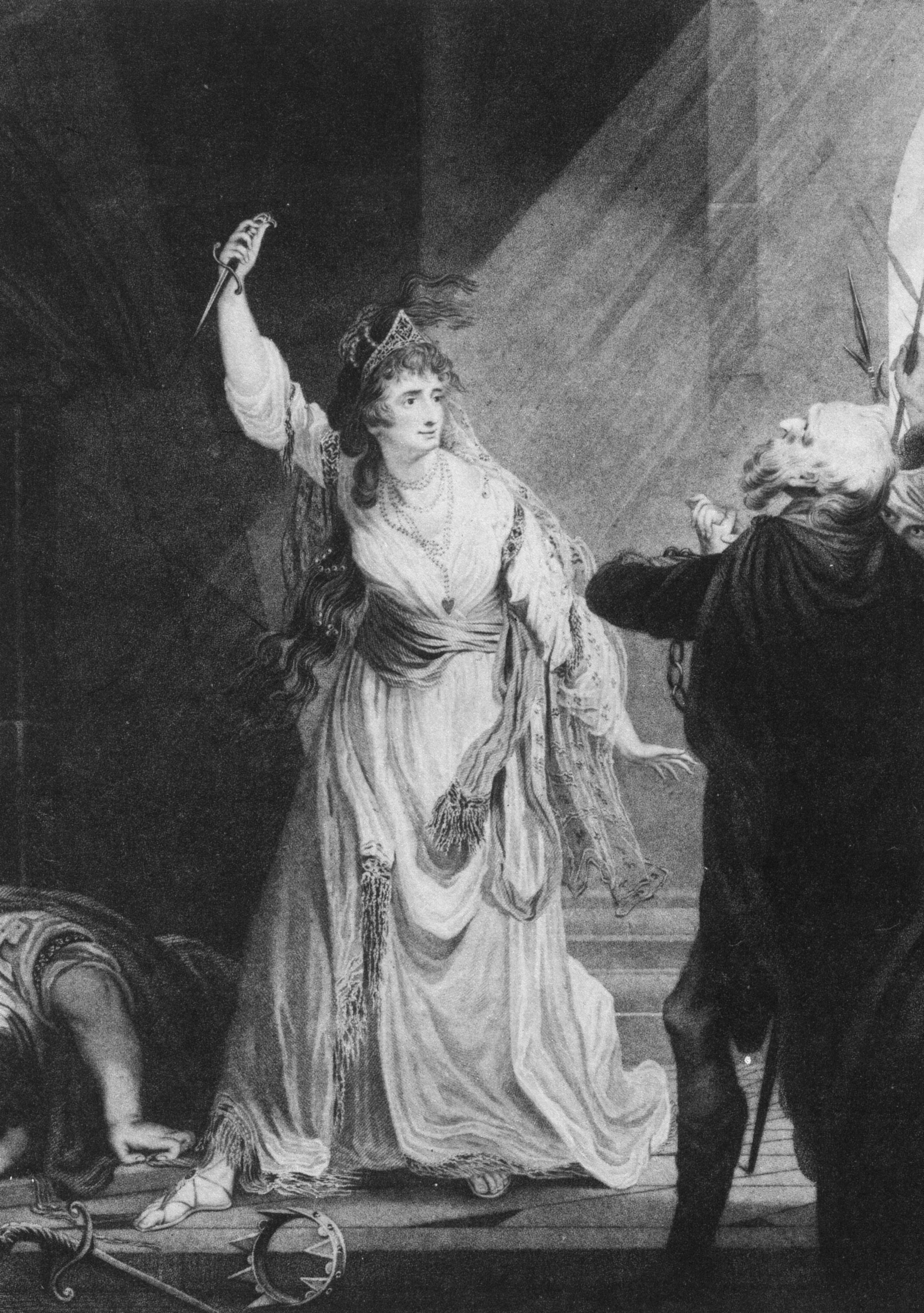
Sarah Siddons dans le rôle d'Euphrasia dans The Grecian Daughter d'Arthur Murphy, au théâtre de Drury Lane, en 1782.

Son rôle le plus fameux est celui de Lady Macbeth, dans la pièce de Shakespeare, où l'ampleur de l'émotion qu'elle met à exprimer les passions criminelles de Lady Macbeth captive ses spectateurs. Dans ce rôle, elle trouve le champ le plus large et le mieux adapté pour exprimer pleinement son talent d'actrice. Grande, avec une silhouette frappante, une beauté éclatante, un regard d'une grande puissance expressive, et une allure pleine d'une dignité solemnelle, elle peut s'attribuer totalement le personnage.
Après Lady Macbeth, elle joue le rôle de Desdemone, de Rosalind, d'Ophélie et de Volumnia, où elle est acclamée ; mais c'est dans le rôle de la reine Catherine d'Aragon dans Henri VIII qu'elle découvre un rôle presque aussi bien adapté à son talent d'actrice que celui de Lady Macbeth. Elle dit une fois à Samuel Johnson que Catherine était son rôle favori, car le plus naturel.
C'est le début de vingt années pendant lesquelles elle est la reine incontestée de Drury Lane. Son niveau de célébrité est qualifié de « mythique », et de « monumental », et, « vers le milieu des années 1780, Sarah Siddons est consacrée en tant que figure icônique de la culture ». Elle fréquente l'élite de la société londonienne, et elle compte parmi ses relations Samuel Johnson, Edmund Burke, Hester Thrale Piozzi, and William Windham.
En 1802, elle quitte Drury Lane, pour faire ensuite de temps à autre une apparition sur la scène concurrente de Covent Garden. C'est là, le 29 juin 1812, qu'elle donne ce qui est peut-être la représentation d'adieu la plus extraordinaire de toute l'histoire théâtrale. Elle joue alors le rôle le plus fameux, celui de Lady Macbeth, et les spectateurs refusent que la pièce se poursuive après la scène de somnambulisme. Finalement, après de bruyants applaudisement de la fosse, le rideau s'ouvre de nouveau, pour laisser apparaître Sarah Siddon assise, vêtue comme à la ville et qui, en son nom propre, fait alors un émouvant discours d'adieu de huit minutes aux spectateurs.
Sarah Siddons quitte officiellement la scène en 1812, mais apparut parfois lors d'occasions particulières. Sa toute dernière apparition est celle du 9 juin 1819, dans le rôle de Lady Randolph dans la pièce Douglas (en) de John Home.

## Talent d'actrice

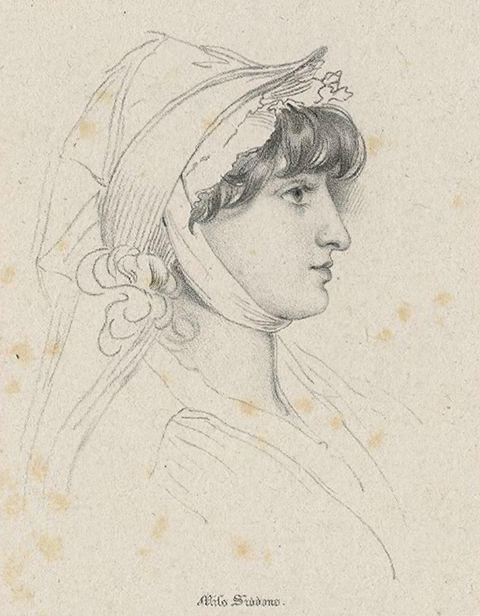
Portrait de Sarah Siddons, par J. Dickinson.

Sarah Siddons se fait remarquer pour son exceptionnel talent de tragédienne, en se montrant capable de mettre une intense émotion dans l'incarnation de ses personnages. C'est au point que, selon le rapport que fait Macready de son interprétation d'Aphasia dans Tamburlaine (la pièce de Christopher Marlowe), l'agonie qu'elle joue après que son amant a été étranglé devant ses yeux est si réaliste que les spectateurs la croient morte lorsqu'elle tombe sur scène. Seul le directeur du théâtre arrive à les calmer en venant lui-même expliquer que Sarah Siddons est bien toujours en vie.
Lors d'une soirée, dans la grande scène de The Gamester (Le Joueur) où Charles Young tient le rôle de Beverly alors que Sarah Siddons joue celui de Mrs Beverly, l'acteur est si impressionné par la force pathétique de son interprétation qu'il en perd la parole. Jusqu'à la fin, les plus grands lui rendent hommage ; le duc de Wellington lui-même assiste à ses réceptions, et des carrosses s'arrêtent devant sa porte presque toute la journée.
Le soir du 2 mai 1797, Sarah Siddons, qui tient le rôle d'Agnès dans la pièce Fatal Curiosity (Curiosité fatale) de George Lillo, suggère l'idée du meurtre « par une expression sur son visage qui glace le sang des spectateurs » (an expression in her face that made the flesh of the spectator creep). Dans l'assistance se trouve Crabb Robinson, qui commence à éprouver des difficultés à respirer ; il a alors une crise d'hystérie et on doit l'évacuer précipitamment du théâtre.

## Portrait par Joshua Reynolds

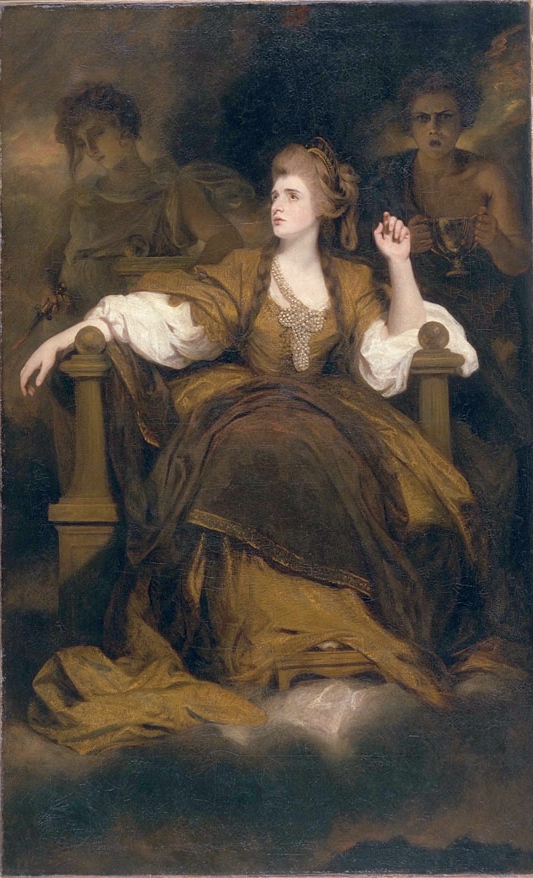
Mrs Siddons en muse de la Tragédie, Joshua Reynolds 1789, Dulwich Picture Gallery, Londres.

Joshua Reynolds entreprend l'un de ses derniers grands portraits, Mrs Siddons as the Tragic Muse (Mrs Siddons en muse de la Tragédie) à partir de 1784 ; le travail est ralenti par des ennuis de santé et de grosses commandes officielles. Il finit par apposer sa signature sur le bord de sa robe, « car », lui dit-il alors, « j'ai résolu de passer à la postérité sur la bordure de votre vêtement » ([...] for I have resolved to go down to posterity on the hem of your garment).
En 1950, Joseph Mankiewicz fait largement appel à ce portrait dans son film Ève. Le portrait lui-même est suspendu en haut de l'escalier qui mène à l'appartement de Margot, où on le voit à plusieurs reprises pendant la scène de la fête, de l'arrivée d'Addison et Claudia jusqu'à la fin de la soirée. Le cinéaste invente aussi à cette occasion la Sarah Siddons Society — qui n'existait pas encore — et la récompense qu'elle décerne, c'est-à-dire une statuette conçue à partir du tableau. Le film s'ouvre sur un gros plan de ce trophée et se termine en montrant Phoebe qui le tient dans sa main.
En 1957, Bette Davis pose dans le rôle de Sarah Siddons pour une recréation du tableau, dans le cadre du Pageant of the Masters.

## Prix Sarah-Siddons
Le « prix Sarah-Siddons » est d'abord une récompense purement fictive, inventé pour les besoins du scénario du film Ève, sorti en 1950. Cependant, à Chicago, un groupe d'amateurs de théâtre, inspiré par le film, décide de créer une version réelle de la Sarah Siddons Society. Depuis 1952, celle-ci décerne annuellement un prix qui porte donc le nom de la comédienne. Le tout premier trophée — une réplique de la statuette créée pour le film de Mankiewicz — est attribué à Helen Hayes. Le vingtième anniversaire de la manifestation est aussi l'occasion d'un prix spécial décerné à Bette Davis.